# Бенгт Едвард Юнселль
Бенгт Едвард Юнселль (швед. Bengt Edvard Jonsell, нар. 1936) — шведський ботанік, фахівець з флори Скандинавії.

## Біографія
Бенгт Едвард Юнселль народився 11 червня 1936 року. Навчався у Ничепінзі, у 1954 році вступив до Уппсальського університету. У 1968 році захистив докторську дисертацію Studies in the North-West European Species of Rorippa s. str. До 1977 року читав лекції у званні доцента в Уппсальському університеті, згодом перейшов у Стокгольмський університет, де став старшим викладачем.
З 1983 до 2001 року Бенгт Юнселль був директором Бергіанського ботанічного саду у Стокгольмі.
За ініціативою Юнселля була розпочата підготовка видання багатотомної серії монографій Flora Nordica, присвячена детальному дослідженню флори Скандинавії.

## Ботанічніепоніми
- Cardamine jonselliana Al-Shehbaz, 2004

## Окремі публікації
- Jonsell, B. Studies in the North-West European Species of Rorippa s. str. — Uppsala, 1969. — 222 p. — (Symbolae Botanicae Upsalienses, XIX)
- Broberg, G., Ellenius, A., Jonsell, B. Linnaeus and his garden. — Uppsala, 1983. — 48 p.
- Jonsell, B. A monograph of Farsetia (Cruciferae). — Uppsala, 1986. — 107 p.